# 정지돈
정지돈(1983년~)은 대한민국의 소설가이다.

## 생애
동국대학교에서 영화와 문예 창작을 공부했다. 2013년 문학과사회 신인문학상으로 등단, 2015년 젊은작가상 대상, 2016년 문지문학상, 2022년 김현문학패를 수상했다. 과거 연인 관계였던 여성의 일화를 사전 조율 없이 작품에 사용했다는 주장이 제기됐다.

## 저서
- 《소설 보다: 봄-여름 2018》
- 《제6회 문지문학상 수상작품집》
- 《작별》
- 《내가 싸우듯이》
- 《우리는 다른 사람들의 기억에서 살 것이다》
- 《작은 겁쟁이 겁쟁이 새로운 파티》
- 《야간 경비원의 일기》
- 《농담을 싫어하는 사람들》
- 《영화와 시》
- 《문학의 기쁨》
- 《팬텀 이미지》
- 《태어나지 않는 편이 좋다》
- 《모든 것은 영원했다》
- 《당신을 위한 것이나 당신의 것은 아닌》
- 《...스크롤!》
- 《스페이스 (논)픽션》
- 《땅거미 질 때 샌디에이고에서 로스앤젤레스로 운전하며 소형 디지털 녹음기에 구술한 막연히 LA/운전 시들이라고 생각하는 작품들의 모음》
- 《현대적이라고 말할 수 없는 죽음》
- 《인생 연구》
- 《브레이브 뉴 휴먼》

## 상훈
- 문학과 사회 신인문학상
- 2015년 젊은작가상 대상
- 2016년 문지문학상
- 2022년 김현문학패
- 2023년 김용익소설문학상